# Rudolf II., car Svetog Rimskog Carstva
Rudolf II.  (Beč, 18. srpnja 1552. – Prag, 20. siječnja 1612.), austrijski nadvojvoda, 
rimsko-njemački car (1576. – 1612.), ugarsko-hrvatski kralj (1576. – 1608.), češki kralj (1576. – 1611.) iz dinastije Habsburg. Bio je sklon misitici, zbog koje je zanemarivao državničke dužnosti, a potkraj života patio je od duševne bolesti.

## Životopis

### Djetinjstvo, dolazak na vlast, duševna bolest i njeni uzroci
Rodio se u obitelji oca Maksimilijana II., cara Svetog Rimskog Carstva i majke Ane, kćerke cara Karla V. iz španjolske grane habsburške dinastije. Rudolfa su odgajali isusovci od od svoje osme do osamnaeste godine na dvoru njegova ujaka španjolskog kralja
Filipa II. (1556. – 1598.), zbog čega postao gorljivim katolikom. Zato su se protestanti pobojali da će opet početi progoni po njegovom dolasku na vlast. U njega je bila živa želja da sve svoje podanike vrati katolicizmu, ali nije imao ni ustrajnosti, ni previše volje da to provede. Progona je doduše bilo, ali ne masovnih kako su se bojali protestanti.  Na prijestolje dolazi nakon očeve smrti 12. listopada 1576. godine.
Bilo je u Rudolfa i vrlina. I pored šutljive ozbiljnosti i španjolske dostojanstvenosti, kojoj se naučio na dvoru svoga ujaka, bio je, dok nije duševno obolio, prilično dobrostiv, te je rado nagrađivao one koji su ga odano služili. Bio je obrazovaniji od većine tadašnjih vladara, te je govorio više jezika, njemački, latinski, španjolski, talijanski i češki, i imao opsežno znanje iz mnogih područja. Zanimao se za latinsku poeziju i rimsku povijest, matematiku, astronomiju i prirodne znanosti, a osobito za astrologiju i alkemiju. Svoj dvor je iz Beča preselio u Prag. Tamo je bez obzira na vjeru okupio brojne učenjake i umjetnike, među njima su bila i dva poznata astronoma Danac Tycho Brache (1546. – 1601.) i Nijemac Johannes Kepler (1571. – 1630.).
Rudolf je znao danima boraviti u praškoj zvjezdarnici ili laboratoriju i raspravljati s učenjacima o astronomiji, alkemiji i ostalom. Poput većine članova svoje obitelji volio je i glazbu. Bavio se i slikanjem, rezbarijom, izrađivanjem satova i drugim sličnim stvarima, te je u svome dvoru na Hradčanima u Pragu i pored oskudnih financijskih sredstava uzdržavao brojne slikare, kipare, mjedoresce i kolajnare. Uvevši brušenje gorskih ledaca stvorio je češku staklenu industriju.  Njegova umjetnička zbirka bila je legendarna i najveća onoga doba. Sedam soba, dvije dvorane i nekoliko hodnika njegova dvora bile su ispunjene brojnim umjetničkim dragocjenostima i djelima umjetnika kao što su Dürer, Leonardo da Vinci, Tizian i drugi.
Ta prevelika ljubav za znanost i umjetnost sprječavala je Rudolfa u obavljanju državnih poslova. Oni su čekali dok je on satima pa i danima boravio u zvjezdarnici ili laboratoriju.  Mnoge važne odluke koje su se trebale hitno donijeti zato nisu donijete zbog čega su trpjele zemlje kojima je Rudolf vladao. No još ga je više u tome sprječavala njegova plaha i melankolična ćud koja se nakon opetovanih bolesti 1578. – 1581. izrodila u posvemašnju melankoliju. Rudolf je oko 1600. duševno obolio. Što je jače pobolijevao postajao je sve nepovjerljiviji i neodlučniji. Tako je pod kraj njegova vladanja sve zapinjalo, osobito kad se Rudolf gotovo posve izolirao od svijeta zbog iracionalnog straha da će ga netko ubiti. Osim toga nikada se nije ženio, tako da se postavilo pitanje tko će ga naslijediti. Uzroci Rudolfove duševne bolesti leže u njegovu genetskom naslijeđu i odgoju u djetinjstvu. Njegovi otac i majka bili su naime bliski rođaci (bratić i sestrična u prvom koljenu). S druge strane, čini se da mu je odgoj na španjolskom dvoru duševno naštetio. Životni se stil na dvoru Filipa II. naime odlikovao ukočenom suzdržanošću, relativno jednostavnom crnom odjećom i prenaglašavanjem osobnoga dostojanstva i otmjenosti. Takav odgoj usadio je Rudolfu odbojnost prema braku i prema ispovijedi. Prije ispovijedi obuzimao ga je paničan strah. Jedan suvremeni izvor opisuje da je prije ispovijedi imao žestoka kolebanja u osjećajima i da je na svoju okolinu tada ostavljao dojam uzbuđenosti i zbunjenosti. Njegovu duševnu bolest jedan drugi suvremeni izvor opisuje ovako:
Imao je halucinacije, padao u bijesnilo i držao užarene govore protiv navodnih urota.  Tvrdio je da je otrovan ili začaran i pokušao si više puta oduzeti život.
Okolina je zbog toga smatrala da je opsjednut. Njegov ispovjednik i osobni liječnik Johannes Pistorius piše u jednome pismu o tome sljedeće: Nije opsjednut kako neki vjeruju, već ga muči potištenost koja je s vremenom pustila preduboko korijenje. Ne lažem kad kažem da zli duhovi radosno iskorištavaju njegove patnje, kako bi cara ponekad varali svakojakim priviđenjima. Pistorius se trudio pomoći mu, ali car nije surađivao.  Odbijao je uzimati lijekove i jeo neredovito.

### Politički događaji za Rudolfova vladanja
Rudolf zbog svoga stanja nije imao većega utjecaja na politička događanja u svoje doba.  Turci su osvojili još neke dijelove Hrvatske i Ugarske. Godine 1593. izbio je "dugi rat" s Turcima koji je započeo turskim porazom u bitki kod Siska. Njima se u ratu protiv Habsburgovaca pridružio i erdeljski vojvoda Stjepan Bocskay koji je ustao u obranu kalvinizma.  Mir je sklopljen 1606. na ušću rijeke Žitve u Dunav (tzv. Žitvanski mir) kojim je potvrđen status quo. Rudolf međutim nije htio potpisati odredbe toga mira. To je brojnim nezadovoljnicima njegovom vladavinom bila kap koja je prelila čašu.

### Pobuna protiv Rudolfa, njegova abdikacija i smrt
Na čelo nezadovoljnika stao je njegov brat častohlepni nadvojvoda Matija.  On je skupio vojsku koju je doveo pred sam Prag i prisilio brata da se 1608. u njegovu korist odreče ugarskog i hrvatskog prijestolja te austrijskih zemalja i Moravske. Rudolf je pokušavajući se održati u Češkoj izdao tamošnjim protestantima pismo (tzv. Majestätsbrief) kojima im je priznao pravo na slobodu vjeroispovijesti. No, 1611. godine morao je i češku krunu prepustiti Matiji.
Smrt 20. siječnja 1612. spasila ga je od daljnjih muka i poniženja. Matija je nakon njegove smrti postao i njemačko-rimski car.